# NGC 5997
NGC 5997 ist eine 14,2 mag helle kompakte Elliptische Galaxie vom Hubble-Typ E0 im Sternbild Schlange nördlich der Ekliptik. Sie ist schätzungsweise 554 Millionen Lichtjahre von der Milchstraße entfernt und hat einen Durchmesser von etwa 80.000 Lichtjahren.
Im selben Himmelsareal befindet sich u. a. die Galaxie IC 1137.
Das Objekt wurde am 25. März 1865 von Albert Marth entdeckt.